# 川べりの家
川べりの家（かわべりのいえ）は日本の女性シンガーソングライター・松崎ナオの楽曲。作詞・作曲とも松崎ナオ。2006年発売のアルバム『Flower Source』の1曲目に収録され、同年にはシングルカット（CDシングル）、2022年にはシングルレコード（アナログ盤）としてリリースされた。アルバムとCDシングルのレーベルはインディーズレーベルのM&Iカンパニーで、アナログ盤のレーベルはポニーキャニオン。
NHKのテレビ番組『ドキュメント72時間』のテーマソングとして、2006年の放送開始当初より使用されていることで知られる。なお、NHKの『ドキュメント72時間』公式サイト上では、本楽曲のタイトルを読点付きの『川べりの家、』と表記している。

## 解説
2006年8月18日発売の5thアルバム『Flower Source』の2曲目に収録された。作曲当時、松崎が中州の真ん中にポツンと建っているような「帰りづらい家」に棲むことを望んでおり、想像で川べりの家に引っ越したイメージでピアノを奏でて5分程度で楽曲を完成させたといい、本人も「手応えゼロ」と述べている。また、2022年に松崎が回顧したところによれば、「水や空や風、木々は日々変化して同じ様子の日はないし、単調に見える毎日や人もこれと同じではないか」という気持ちがうっすらあって作った様に記憶している、と述べている。
『ドキュメント72時間』への採用は偶然によるもので、アルバムのリリース時にレコード店でかかっていた本楽曲を番組の音響効果担当が聴き、番組側が松崎にオファーを出したものであった。放送開始後の2006年11月15日に9thシングルCDとしてリリースされた。
放送開始後は楽曲に対してそれほど反響はなかったものの、2019年頃から『川べりの家の人ですか？』と声を掛けられたり、松崎のライブに（番組視聴者層と重なる）60代、70代の人が訪れるようになるなど、松崎の代表曲となっている。『ドキュメント72時間』の年末スペシャルでは、番組内で松崎が弾き語りで本楽曲をライブ演奏をするのも恒例となっている。
リリースから13年が経過した2019年4月10日には本楽曲の公式ミュージックビデオが松崎の所属するバンド「鹿の一族」のYouTubeチャンネルで公開された。『ドキュメント72時間』のディレクター陣の一人である石谷岳寛が撮影・監督したもので、東京都世田谷区北沢の下北沢南口商店街のバー『ぐらばー亭』で番組同様に定点撮影された映像（2019年1月10日19時撮影開始）が使用されている。同年12月25日深夜（26日未明）にTBS系列で放送された『クリスマスの約束』に松崎がゲスト出演した際にもホスト役の小田和正とのセッションで本曲を披露した。
2022年12月3日、ポニーキャニオンから7インチシングルレコードとしてリリースされた。東洋化成主催のアナログ盤イベント「レコードの日」参加作品として販売される限定盤で、カップリング曲も2006年発売のCDシングルとは異なる（なお、時期は不明だがCDシングルもポニーキャニオンから再発されている）。ジャケットには、松崎の希望で高田純次がちゃぶ台の前でくつろぐ姿が映し出されている。

## 収録曲
- 各楽曲とも作詞・作曲：松崎ナオ。

### シングルCD
1. 川べりの家
2. hello,goodbye
3. 空の主張

- 「通常盤」と、『hello,goodbye』のビデオ・クリップを収録したDVDがセットとなった「初回限定盤」が存在する。

### 7インチシングルレコード
- Side-A：川べりの家
- Side-B：金魚をすくう

### 注記
1. ↑  撮影直後の同年1月18日に建物老朽化のため閉店、同年8月に移転開業[5]。
2. ↑  ポニーキャニオンの公式サイトでは、CDシングルの発売日がインディーズ盤と同じ「2006年11月15日」と表記されている。